# تيد نولان
تيد نولان هو لاعب هوكي الجليد كندي، ولد في 7 أبريل 1958 في سو ساينت ماري في كندا.

## وصلات خارجية
- تيد نولان على موقع دوري الهوكي الوطني (الإنجليزية)
- تيد نولان على موقع EliteProspects.com (الإنجليزية)
- تيد نولان على موقع HockeyDB.com (الإنجليزية)
- تيد نولان على موقع Hockey-Reference.com (الإنجليزية)